# Sergiy Maly
Sergiy Maly (Luhansk, Ucrania, 5 de junio de 1990) es un futbolista kazajo que juega de defensa en el F. C. Ordabasy de la Liga Premier de Kazajistán.

## Selección nacional
Es internacional con la selección de fútbol de Kazajistán, con la que debutó en 2014. Con la selección kazaja jugó la Liga de Naciones de la UEFA 2018-19 y marcó el primer autogol de la historia de la mencionada competición.

## Clubes
| Club                                         | País       | Año       |
| -------------------------------------------- | ---------- | --------- |
| FC Komunalnyk Luhansk                        | Ucrania    | 2007-2008 |
| FC Ros Bila Tserkva (cedido)                 | Ucrania    | 2008      |
| F. C. Zorya Luhansk                          | Ucrania    | 2008-2012 |
| FC Arsenal-Kyivshchyna Bila Tserkva (cedido) | Ucrania    | 2010-2012 |
| FC Arsenal-Kyivshchyna Bila Tserkva          | Ucrania    | 2012-2013 |
| F. C. Shakhter Karagandy                     | Kazajistán | 2013-2014 |
| F. C. Ordabasy                               | Kazajistán | 2015      |
| F. C. Irtysh Pavlodar                        | Kazajistán | 2016      |
| F. C. Astana                                 | Kazajistán | 2016-2020 |
| F. C. Tobol (cedido)                         | Kazajistán | 2017      |
| F. C. Ordabasy (cedido)                      | Kazajistán | 2019      |
| F. C. Tobol                                  | Kazajistán | 2020-2022 |
| F. C. Ordabasy                               | Kazajistán | 2023-     |